# Долопия
Долопия  (на гръцки Δολοπία) е планински район  в Древна Гърция разположен северно от Етолия.
Долопия се намирала между Античен Епир и Антична Тесалия. Градовете ѝ Ангия и Ктимена се намирали в близост до езерото Ксюниус. 
Долопите, т.е. населението на областта са считани от древногръцките автори за тесалийци, а понякога за етолийци. Според древногръцката митология Долоп (на гръцки: Δόλοψ)  е син на бог Хермес. Герои със същото име намираме в Илиада , където един е син на Лампус , а друг е син на цар Ламедон, и е убит от Менелай. Друг Долоп е син на Клутидес (на гръцки: Κλυτίδης)  и е убит от Хектор, като има още един Долоп, който е баща на Епимахус, и се грижи за Филоктет. 
Долопите притежават автономия и имат амфиктиония, като през 480 г. пр.н.е. се присъединяват към персийската армия. През 420 г. пр.н.е. воюват срещу Хераклея Трихиния в съюз с тесалийците и енианите. През 4 век пр.н.е. се присъединяват към коринтския съюз на Филип II Македонски.
Сред видните долопи са владетелите им Аминтор и Фоникс – на който зрението му било възстановено от кентавъра Хирон.